# Centro Penitenciario Femenino de Santiago
El Centro Penitenciario Femenino (CPF) de Santiago, también conocido como la cárcel femenina de San Joaquín, es una prisión chilena para mujeres condenadas, ubicada en la comuna santiaguina de San Joaquín. Ha llamado la atención a escala nacional la gran cantidad de reclusas conocidas que han pasado por sus instalaciones, lo cual puede deberse a que en Chile hay pocas prisiones femeninas.
En 2017, se  convirtió en la primera cárcel femenina del mundo visitada por el Papa Francisco.

## Reclusas notables
| Nombre                     | Situación penal             | Descripción                                                         |
| -------------------------- | --------------------------- | ------------------------------------------------------------------- |
| Jeannette Hernández Castro | Libertad agendada para 2041 | Parricida de su hijo Esteban Rojo Hernández.                        |
| Pilar Pérez López          | Presidio perpetuo           | Asesina de su exmarido y dos otras personas a través de un sicario. |
| Johanna Hernández Vicuña   | Presidio perpetuo           | Asesina de su exmarido Nibaldo Villegas.                            |
| Denisse Llanos Lazcano     | Presidio perpetuo           | Parricida de su hija y colaboradora de Hugo Bustamante Pérez        |

### Reclusas históricas
| Nombre                 | Situación penal                   | Descripción                                                                       |
| ---------------------- | --------------------------------- | --------------------------------------------------------------------------------- |
| Natalia Guerra Jequier | Liberada condicionalmente en 2021 | Madre del lactante asesinado por el culto de Ramón Castillo, "Antares de la Luz". |
| Marcela Mardones Rojas | Liberada condicionalmente en 2022 | Exguerrilla y miembra del Frente Patriótico Manuel Rodríguez (FPMR).              |